# Sybille Jatzko

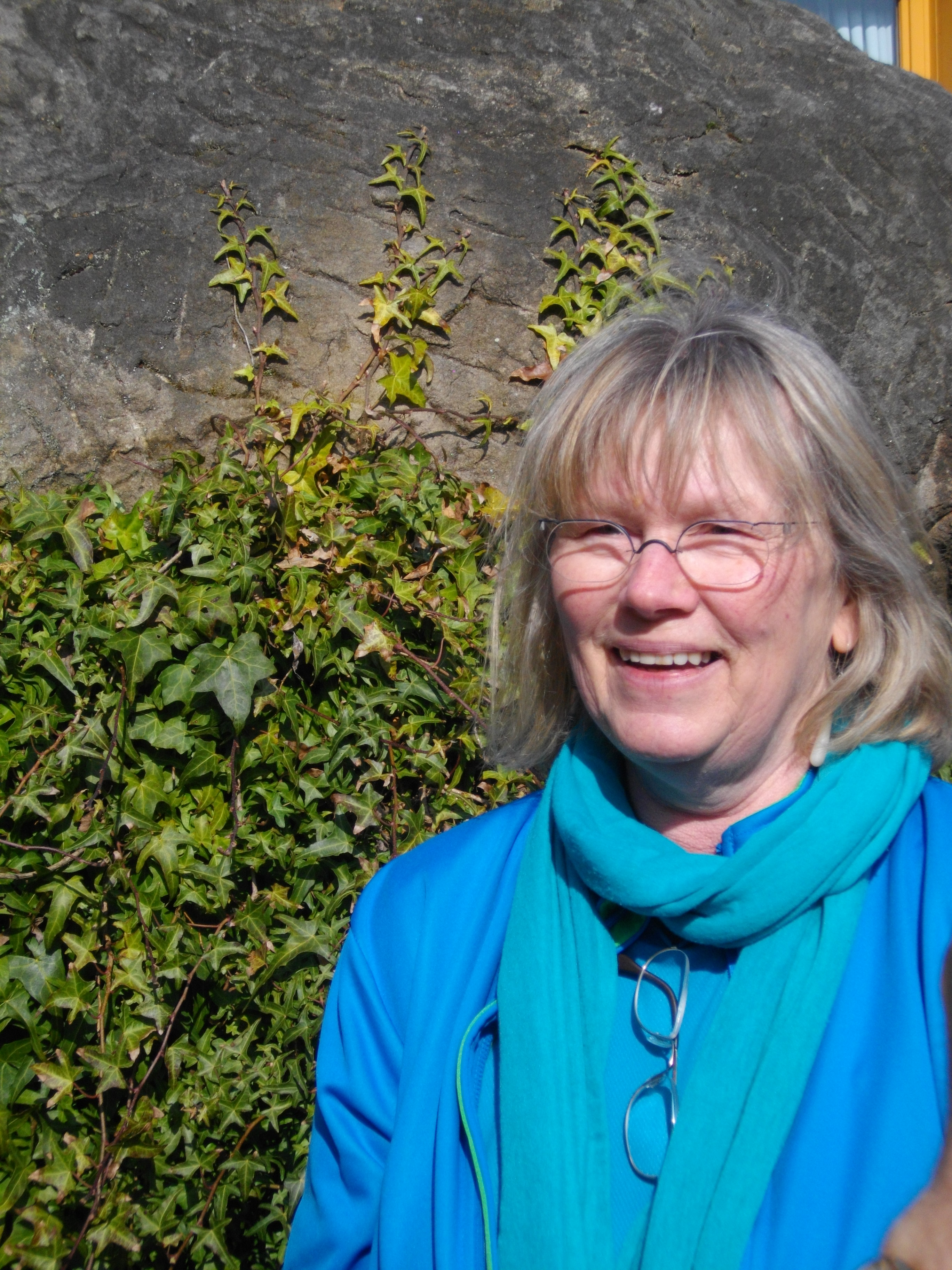
Sybille Jatzko

Sybille Jatzko (* 22. März 1950 in Hamburg), Gesprächstherapeutin, bekam zusammen mit ihrem Mann Hartmut Jatzko am 3. Dezember 2004 das Bundesverdienstkreuz für ihr ehrenamtliches Engagement in der Katastrophennachsorge von Opfern und Hinterbliebenen, erstmals nach der Flugkatastrophe von Ramstein.

## Ausbildung
Sybille Jatzko ist gelernte Krankenschwester, studierte Psychologie an der TU Darmstadt und absolvierte eine Ausbildung in Psychotherapie und Gesprächstherapie in Bremen.

## Berufliche Laufbahn
Sybille Jatzko ist Leiterin der Wochenseminare „Seelische Gesundheit“ in der Schweiz, Österreich und Deutschland. Sie hat einen Lehrauftrag an der Polizeihochschule in Saarbrücken mit den Themen: Mobbing, Krisen, Trauerbewältigung, Trennung vom Partner, Trauma, Entspannungsübungen. Zudem war sie im Westpfalz-Klinikum Kaiserslautern in den Bereichen Supervision und als Leiterin der Traumagruppe zuständig. Bei verschiedenen Berufsfeuerwehren ist sie bei den Nachbesprechungen nach dem Einsatz (SbE), dem sogenannten Debriefing, tätig. Sybille Jatzko ist zuständig für die Ausbildung der Helfer vom Katastrophenschutz in Luxemburg und arbeitet außerdem als Dozentin beim Deutschen Roten Kreuz, Landesverband Rheinland-Pfalz (Mainz) und als Dozentin im Fortbildungsinstitut ORGAKOM.

## Familie
Sybille Jatzko ist seit 1971 verheiratet mit Hartmut Jatzko, den sie 1968 während ihrer Ausbildung zur Krankenschwester in Frankfurt kennen lernte. Sie haben drei Söhne, darunter der Mediziner und Psychotherapeut Alexander Jatzko. Sie lebten bis 2023 in der Gemeinde Krickenbach in der Nähe von Kaiserslautern. Darüber hinaus saß sie dort für die SPD jahrelang im Gemeinderat.

## Ehrenamtliche Tätigkeiten
Seit 1988 ist Sybille Jatzko (im Regelfall zusammen mit ihrem Ehegatten Hartmut Jatzko) Leiterin der Katastrophennachsorge der Opfer und Hinterbliebenen der Flugtagkatastrophe von Ramstein, Leiterin und Initiatorin der Nachsorgegruppe der Hinterbliebenen des Flugzeugabsturzes in der Dominikanischen Republik, ebenso Leiterin der Nachsorgegruppe der Deutschen Hinterbliebenen des Gletscherbahnunglückes in Kaprun und Gründerin der Nachsorgegruppe für die Hinterbliebenen des Amoklauf von Erfurt. Zudem engagiert sie sich in der Ausbildung von Polizei, BKA, Notfallseelsorge, Kriseninterventionsteams und Polizeiseelsorgern im ganzen Bundesgebiet. Des Weiteren ist sie tätig in der Begleitung der Hinterbliebenen des Busunglückes in Hensies, Belgien, der Begleitung der Hinterbliebenen des Attentates in Bali. Ebenfalls beteiligt sie sich ehrenamtlich an Projekten der Koordinierungsstelle Nachsorge, Opfer- und Angehörigenhilfe (NOAH).
Sybille Jatzko ist weiterhin Mitarbeiterin in der Notfallseelsorge in dem Projekt „Hoffen bis zuletzt“ zur Begleitung von Angehörigen und Therapie traumatisierter Überlebender der Tsunami-Katastrophe und in der Nachsorgegruppe für die Hinterbliebenen des Flugzeugabsturzes Air France, außerdem Betreuerin von Bankpersonal nach Überfällen und Geiselnahme sowie in der Krisenintervention bei Überfällen, Geiselnahme und anderen Notfällen.
Laut dem Spotify-Original „Trauma Loveparade — 10 Jahre nach der Katastrophe“ war sie auch in der Nachsorge beim Amoklauf von Winnenden und Wendlingen im Jahre 2009, dem willentlichen Germanwings-Absturz 2015 und dem Anschlag auf den Berliner Weihnachtsmarkt an der Gedächtniskirche in der Nachsorge tätig.
Für die Traumatisierten und Hinterbliebenen des Unglückes bei der Loveparade 2010 ist Sybille Jatzko psychologische Ombudsfrau. Zusammen mit der Evangelischen Kirche im Rheinland (EKiR) betreibt sie eine E-Mail-Beratungshotline und leitet die Nachsorge.
Sie ist Mitglied bei der Johanniter-Unfall-Hilfe.
Im März 2018 gründete Sybille Jatzko die Stiftung „Katastrophen-Nachsorge“, um zukünftig langfristige Nachsorge nach größeren Schadensereignissen sowie Terroranschlägen
für Opfer und Hinterbliebene zu gewährleisten.

## Ehrungen
- Trägerin des rheinland-pfälzischen Landesverdienstordens 1999
- Verleihung des Casimir in Kaiserslautern 2003
- Bundesverdienstkreuz am Bande (3. Dezember 2004)[8]
- Verleihung der goldenen Zeile des pfälzischen Journalistenverbandes am 20. Juni 2015[9]
- Verleihung der Bayerischen Staatsmedaille „Stern der Sicherheit“ am 5. Juli 2018 in München[10]